# Braadslede

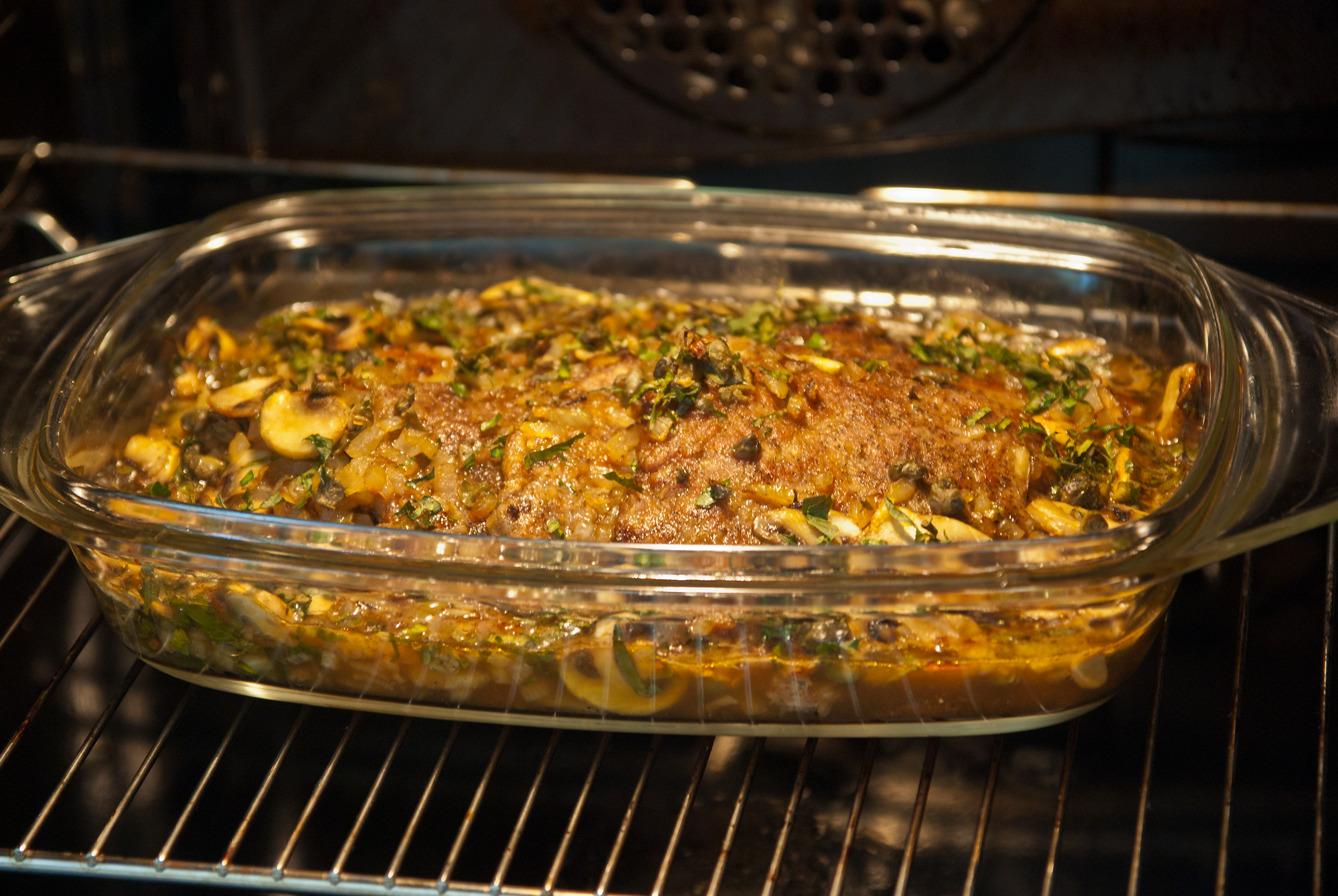
Braadslee

In een braadslede of braadslee legt men producten - veelal vlees, gevogelte en wild - die moeten worden gebraden in de oven. Alvorens het vlees te braden kan men de braadslede vullen met water en kruiden of bouillon, waardoor het vlees extra smaak krijgt. Het braadvocht dat bij het braden vrijkomt wordt opgevangen door de braadslede, en kan worden gebruikt om het vlees te arroseren of als jus.